# Torigny-les-Villes
Torigny-les-Villes é uma comuna francesa na região administrativa da Normandia, no departamento da Mancha. Estende-se por uma área de 39.23 km². Em 2010 a comuna tinha 4 434 habitantes (densidade: 113 hab./km²).
Foi criada em 1 de janeiro de 2016, a partir da fusão das antigas comunas de Brectouville, Giéville, Guilberville e Torigni-sur-Vire (sede da comuna).